# Kičava
Kičava (cyr. Кичава) – wieś w Czarnogórze, w gminie Bijelo Polje. W 2011 roku liczyła 44 mieszkańców.